# Detective Comics
Detective Comics es un comic book publicado por DC Comics desde 1937. Es, junto con Action Comics (donde apareció por primera vez Superman), uno de los títulos más conocidos de la empresa; de hecho, el nombre de esta (DC) proviene de Detective Comics. Con 1000 números, es el comic book de más larga publicación continua en Estados Unidos. Mantiene, como en sus orígenes, una periodicidad mensual.
En este comic book hicieron su aparición decenas de superhéroes, de los que el más reconocido es Batman, personaje que se estrenó en el n.º 27, de mayo de 1939.
El 26 de febrero del 2010, un coleccionista anónimo pagó $ 1 075 000 dólares por este número 27, tratándose de una de las cantidades más altas pagadas por un comic book hasta el momento.